# Балекс
Бале́кс (фр. Baleix) — коммуна во Франции, находится в регионе Аквитания. Департамент — Атлантические Пиренеи. Входит в состав кантона Пе-де-Морлаас и дю Монтанерес. Округ коммуны — По.
Код INSEE коммуны — 64089.

## География
Коммуна расположена приблизительно в 640 км к югу от Парижа, в 170 км южнее Бордо, в 22 км к северо-востоку от По.
На северо-востоке коммуны протекает река Леес.

### Климат
Климат тёплый океанический. Зима мягкая, средняя температура января — от +5°С до +13°С, температуры ниже −10 °C бывают редко. Снег выпадает около 15 дней в году с ноября по апрель. Максимальная температура летом порядка 20-30 °C, выше 35 °C бывает очень редко. Количество осадков высокое, порядка 1100 мм в год. Характерна безветренная погода, сильные ветры очень редки.

## Население
Население коммуны на 2010 год составляло 137 человек.
| 1962 | 1968 | 1975 | 1982 | 1990 | 1999 | 2010 |
| ---- | ---- | ---- | ---- | ---- | ---- | ---- |
| 152  | 141  | 150  | 126  | 122  | 119  | 137  |

## Администрация
| Период | Период | Фамилия        | Партия | Примечания |
| ------ | ------ | -------------- | ------ | ---------- |
| 1995   | 2001   | Жан Балеспуэ   |        |            |
| 2001   | 2008   | Жерар Балеспуэ |        |            |
| 2008   | 2020   | Венсан Рустаа  |        |            |

## Экономика
В 2010 году среди 89 человек трудоспособного возраста (15-64 лет) 69 были экономически активными, 20 — неактивными (показатель активности — 77,5 %, в 1999 году было 76,8 %). Из 69 активных жителей работали 63 человека (34 мужчины и 29 женщин), безработных было 6 (3 мужчин и 3 женщины). Среди 20 неактивных 4 человека были учениками или студентами, 12 — пенсионерами, 4 были неактивными по другим причинам.

## Достопримечательности
- Церковь Св. Мартина (XII век)[4]